# Призма Амічі

Призма Амічі та дисперсія світла в ній

Схема заломлення променя в одинарній призмі Амічі

При́зма Амі́чі — спектральна заломлювальна призма, названа на честь італійського астронома Джованні Амічі, який винайшов її і вперше використав у спектроскопі прямого бачення, інша назва такої призми — призма прямого бачення. Складається з трьох трикутних призм, дві крайні з яких виготовляють зі скла крон із малим показником заломлення та малою дисперсією, а середню — зі скла флінт із великим показником заломлення та великою дисперсією.
Світло, що пройшло через неї, розкладається в спектр, але не змінює напряму для хвиль із певною довжиною, зазвичай для хвиль зеленого кольору. Промені червоної й синьої ділянок спектру відхиляються в різні боки, і утворюють спектр, розташований по обидва боки від центрального променя.
Спочатку складалася з двох призм, у цьому випадку центральний промінь виходив паралельно до входу, але зі зміщенням. Призму Амічі із трьох призм також іноді називають подвійна призма Амічі; вона дозволяє отримати вдвічі сильнішу дисперсію світла, і не зміщує центрального променя відносно вхідного. Вибір марок скла з різними показниками заломлення та дисперсіями та вибір кутів між гранями деталей призми визначає оптичні характеристики призми.

Використовують в оптичних приладах, призначених для спектрального аналізу, в приладах для вимірювання дисперсії оптичних середовищ та матеріалів, наприклад, у рефрактометрах Аббе з додатковою можливістю вимірювання дисперсії.

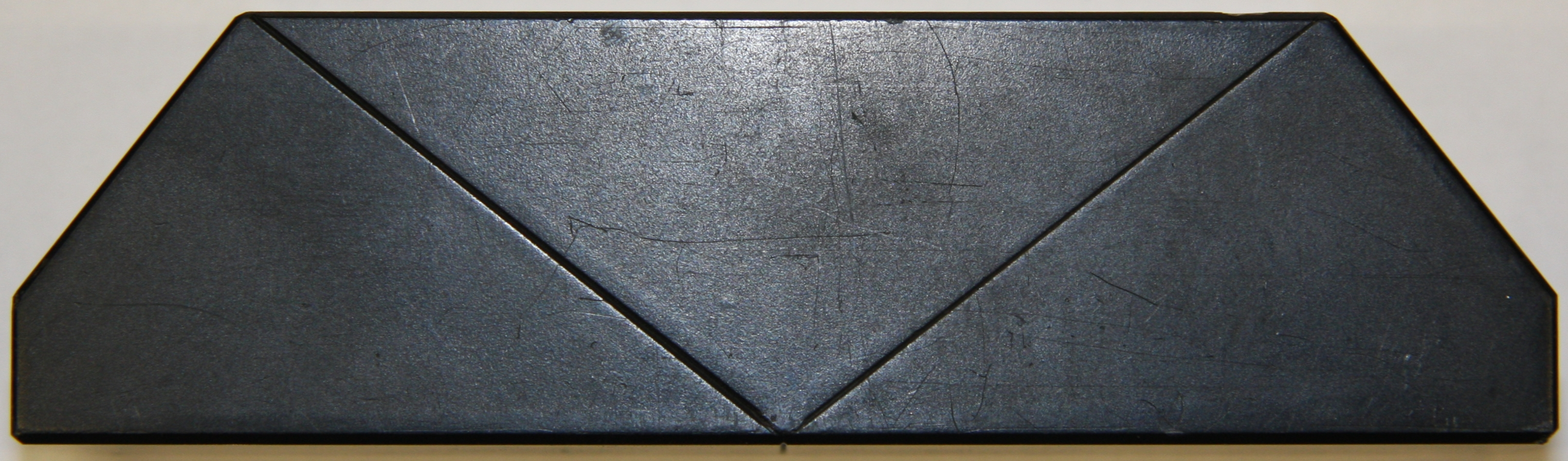
Призма Амічі
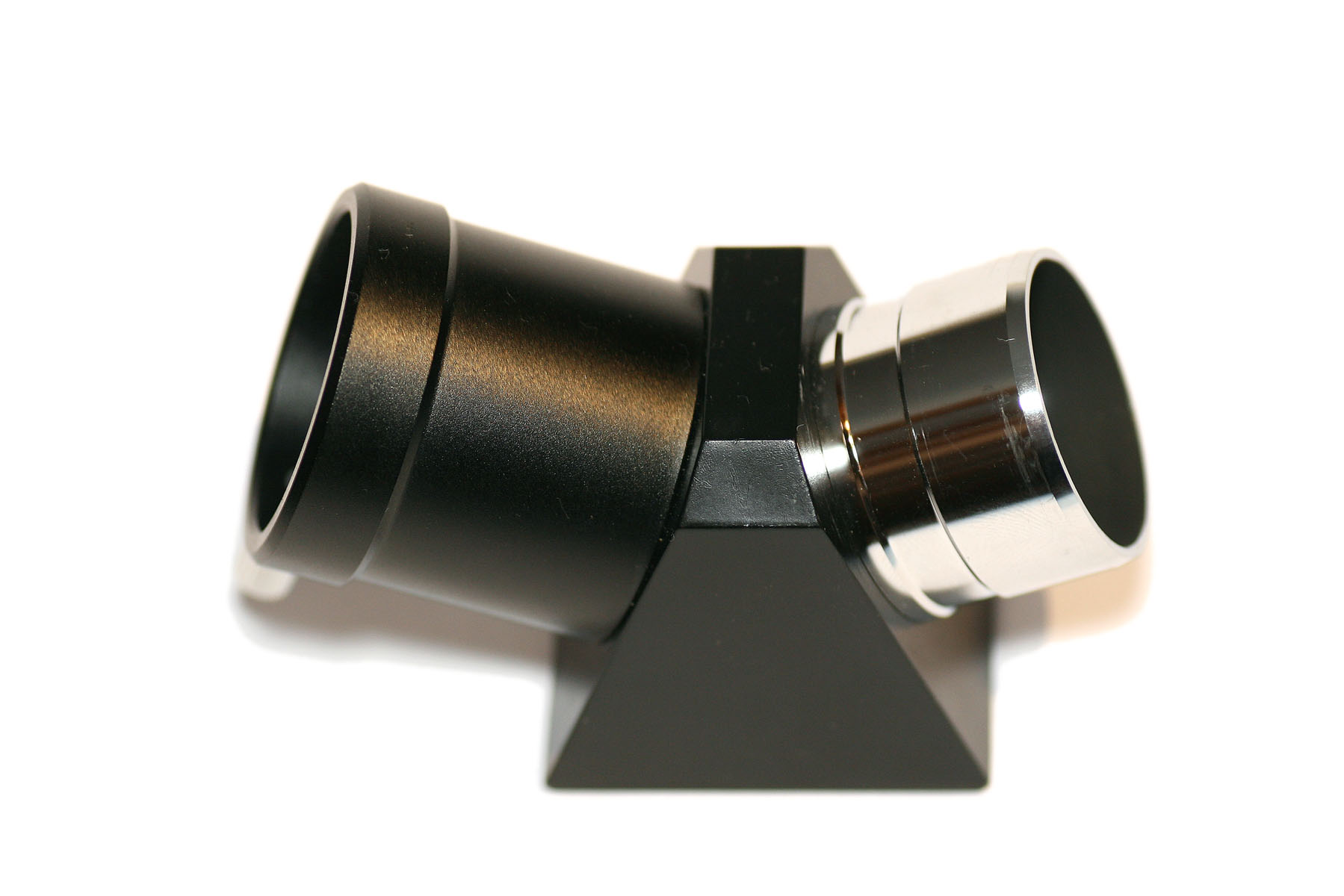
Призма Амічі для аматорського телескопа
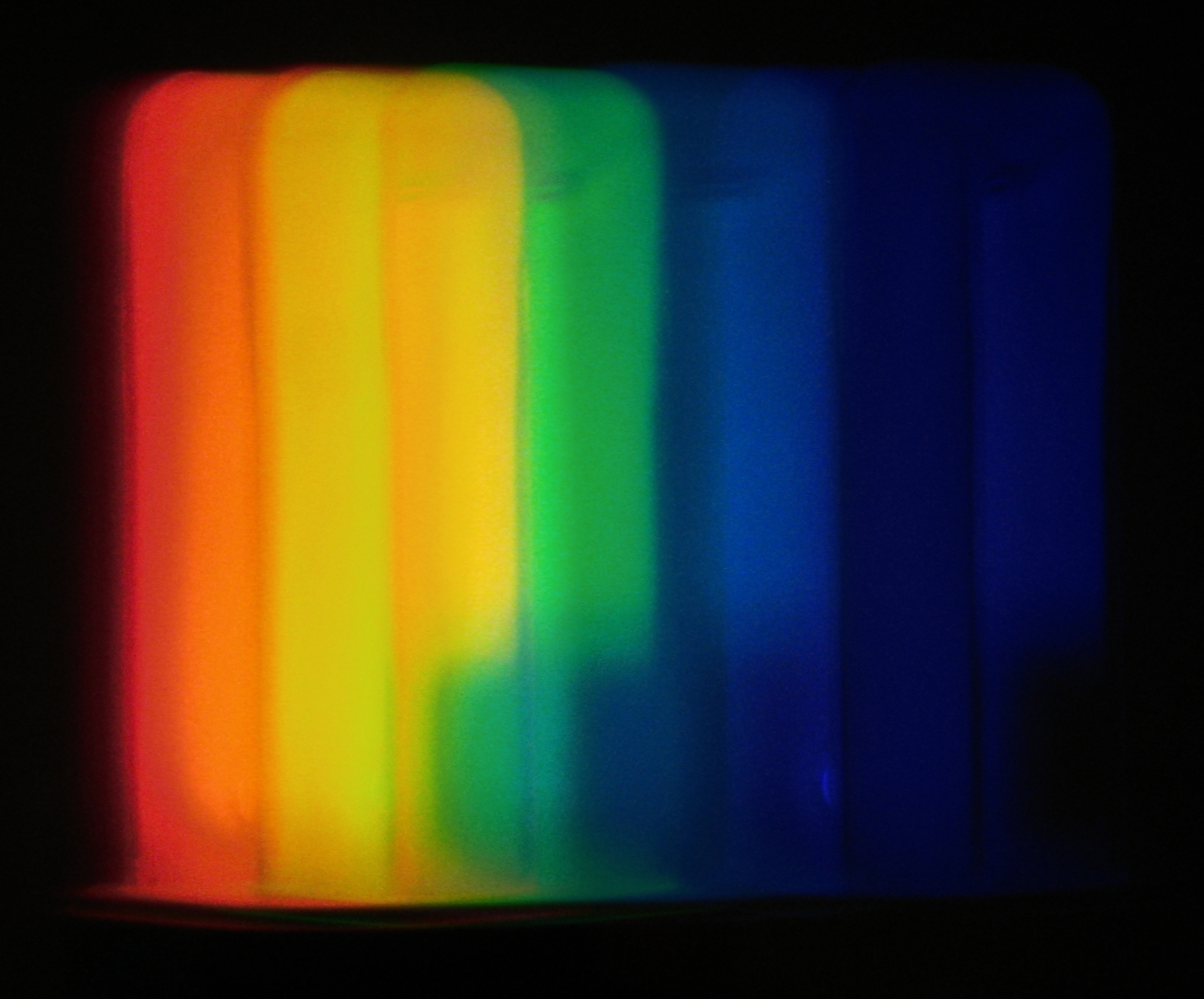
Дисперсія світла люмінесцентної лампи у призмі Амічі

## Дахоподібна призма Амічі

Дахуподібна призма Амічі

Іншим винаходом Амічі, названим його ім'ям, вважають прямокутну відбивну призму з дахоподібною парою граней, яка повністю обертає зображення. У закордонній літературі найчастіше використовується назва дахоподібна призма Амічі. Світло, що входить до неї, змінює напрямок на прямий кут, а зображення перевертається на 180°, залишаючись при цьому не дзеркальним, на відміну від звичайної тригранної призми повного внутрішнього відбиття. Це відбувається завдяки подвійному дзеркальному відбиттю від дахових граней призми, нахилених під кутом 90° одна до одної вздовж її довгої відбивної сторони. За російською промисловою класифікацією призм така призма маркується як "АкР-90" і використовується в різних оптичних приладах для зміни напрямку світла за одночасного повороту зображення.